# 法國國鐵CC 21000型電力機車
CC 21000型电力机车是法国阿尔斯通公司为法国国家铁路公司设计制造的一种双电流制干线电力机车，适用于供电制式为1500伏直流电和25千伏工频单相交流电的电气化铁路，在1969年至1974年共制造了4台。
1976年，其中一台CC 21000型电力机车（CC 21003）被送往美国，由美铁在东北走廊铁路进行试验。这台机车根据美铁电气化铁路特殊的11千伏25赫兹交流供电制式进行了相应改造，并被给予X996的试验型号。但由于CC 21000型机车的轮对空心轴弹性传动装置对美国线路条件较差的情况下减震效果很差，轨道不平顺对其运行品质造成很大影响，美铁最终放弃了CC 21000型机车，改为选用瑞典的Rc4型电力机车，即后来的AEM-7型电力机车。而CC 21003号机车在试验完毕后返回法国。